# Éric Perrin
Éric Perrin (ur. 1 listopada 1975 w Laval, Quebec) – kanadyjski hokeista.

## Kariera
- Laval-Laurentides (1991–1992)
- Laval Collège (1992–1993)
- Vermont Catamounts (1993–1997)
- Cleveland Lumberjacks (1997–1998)
- Québec Rafales (1998)
- Kansas City Blades (1998−2000)
- Jokerit (2000)
- Ässät (2000−2002)
- HPK (2002)
- JYP (2002–2003)
- Tampa Bay Lightning (2003)
- Hershey Bears (2003–2005)
- SC Bern (2005−2006)
- EHC Biel (2006)
- Tampa Bay Lightning (2006–2007)
- Atlanta Thrashers (2007–2009)
- Awangard Omsk (2009–2010)
- JYP (2010–2015)
- TPS (2015–2018)
- JYP (2018–2019)

Występował w amerykańskich rozgrywkach akademickich NCAA, ponadto IHL, AHL i NHL (mimo że nie był draftowany; zdobył mistrzostwo tych rozgrywek), szwajcarskich NLA i NLB oraz KHL. Wiele lat grał w fińskich rozgrywkach Liiga – od 2000 do 2003 i ponownie od października 2010, gdy po raz drugi w karierze został zawodnikiem klubu JYP. Od sezonu SM-liiga (2012/2013) kapitan drużyny. W sierpniu 2012 przedłużył kontrakt z klubem o dwa lata, a w styczniu 2014 o rok. Od kwietnia 2015 zawodnik TPS. Przedłużał kontrakt z tym klubem o rok w maju 2016 i w maju 2017. W czerwcu 2018 powrócił do zespołu JYP. Po sezonie Liiga (2018/2019) ogłosił zakończenie kariery.
W sezonie 2005/2006 występował w barwach Team Canada w towarzyskich turniejach międzypaństwowych (Deutschland Cup, Loto Cup).

## Sukcesy
Klubowe
- Brązowy medal mistrzostw Finlandii: 2002 z HPK, 2013, 2015 z JYP
- Mistrzostwo dywizji NHL: 2004 z Tampa Bay Lightning
- Mistrzostwo konferencji NHL: 2004 z Tampa Bay Lightning
- Prince of Wales Trophy: 2004 z Tampa Bay Lightning
- Puchar Stanleya: 2004 z Tampa Bay Lightning
- Złoty medal mistrzostw Finlandii: 2012 z JYP
- European Trophy: 2013 z JYP

Indywidualne
- NCAA (ECAC) 1993/1994:
  - Skład gwiazd pierwszoroczniaków
  - Najlepszy pierwszoroczniak sezonu
- NCAA (ECAC) 1995/1996:
  - Pierwszy skład gwiazd
  - Najlepszy zawodnik sezonu
  - Sezon SM-liiga 2002/2003:
  - Piąte miejsce w klasyfikacji asystentów w sezonie zasadniczym: 28 asyst
  - Siódme miejsce w klasyfikacji kanadyjskiej w sezonie zasadniczym: 46 punktów
- AHL 2003/2004:
  - Pierwszy skład gwiazd
- SM-liiga (2010/2011):
  - Najlepszy zawodnik miesiąca - grudzień 2010
  - Szóste miejsce w klasyfikacji asystentów w sezonie zasadniczym: 32 asysty[9]
  - Ósme miejsce w klasyfikacji kanadyjskiej w sezonie zasadniczym: 50 punktów[10]
  - Trzecie miejsce w klasyfikacji +/- w sezonie zasadniczym: +24[11]
- SM-liiga (2011/2012):
  - Pierwsze miejsce w klasyfikacji asystentów w sezonie zasadniczym: 42 asysty[12]
  - Trzecie miejsce w klasyfikacji kanadyjskiej w sezonie zasadniczym: 59 punktów[13]
  - Drugie miejsce w klasyfikacji asystentów w fazie play-off: 10 asyst[14]
  - Czwarte miejsce w klasyfikacji kanadyjskiej w fazie play-off: 14 punktów[15]
  - Szóste miejsce w klasyfikacji +/- w fazie play-off: +7[16]
  - Skład gwiazd sezonu
- SM-liiga (2012/2013):
  - Pierwsze miejsce w klasyfikacji asystentów w sezonie zasadniczym: 42 asysty[12]
  - Siódme miejsce w klasyfikacji kanadyjskiej w sezonie zasadniczym: 53 punkty[17]
- Liiga (2013/2014):
  - Piąte miejsce w klasyfikacji kanadyjskiej w sezonie zasadniczym: 46 punktów[18]
- Liiga (2014/2015):
  - Drugie miejsce w klasyfikacji asystentów w sezonie zasadniczym: 43 asysty[19]
  - Drugie miejsce w klasyfikacji kanadyjskiej w sezonie zasadniczym: 55 punktów[20]
- SM-liiga (2017/2018):
  - Piąte miejsce w klasyfikacji strzelców w sezonie zasadniczym: 23 gole[21]
  - Drugie miejsce w klasyfikacji strzelców w fazie play-off: 6 goli[22]

Wyróżnienia
- Dan Snyder Memorial Award - nagroda w ramach drużyny Atanta Thrashers: 2008